# Panderichthys rhombolepis
Il panderittide (Panderichthys rhombolepis) è un vertebrato estinto vissuto nel Devoniano, circa 380 milioni di anni fa. I suoi fossili sono stati ritrovati in Lettonia. Lungo poco più di un metro, questo animale è considerato una forma transizionale tra pesci e anfibi.

## Tra i pesci e gli anfibi
L'evoluzione dai pesci ai vertebrati terrestri richiese molti cambiamenti fisiologici, soprattutto riguardo allo sviluppo delle zampe e dei cinti. I pesci dalle pinne lobate, quindi, diedero origine ai primi veri tetrapodi come Acanthostega e Ichthyostega attraverso una serie di forme intermedie, tra cui Panderichthys. Fossili ben conservati di questo animale mostrano chiaramente queste caratteristiche di transizione, che rendono il panderittide un importante ritrovamento nella storia della vita.
- Panderichthys, adattatosi agli acquitrini;
- Tiktaalik, con pinne simili a zampe con cui poteva camminare sulla terra;
- Antichi tetrapodi in paludi piene di vegetali, come:  - Acanthostega, che possedeva zampe con otto dita,
  
  - Ichthyostega, con zampe ben sviluppate.

Nella radiazione dei vertebrati del tardo Devoniano, i discendenti dei sarcopterigi di mare (come Eusthenopteron) svilupparono una serie di adattamenti:
- Panderichthys, adattatosi agli acquitrini;
- Tiktaalik, con pinne simili a zampe con cui poteva camminare sulla terra;
- Antichi tetrapodi in paludi piene di vegetali, come:
- Acanthostega, che possedeva zampe con otto dita,
- Ichthyostega, con zampe ben sviluppate.
Altri discendenti includono anche forme marine dotate di pinne carnose, come i celacanti.

I pesci simili a Panderichthys, noti anche come tetrapodomorfi, furono gli antenati dei primi tetrapodi, animali terrestri a respirazione aerea dai quali sono derivati anfibi, rettili, uccelli e mammiferi. La caratteristica più notevole di Panderichthys era lo spiracolo, un tubo verticale usato per respirare acqua posizionato sulla cima della testa, quando il corpo del pesce era sommerso nel fango. Questo spiracolo è un organo di transizione che si evolverà nell'ossicino della staffa, una delle tre ossa che costituiscono l'orecchio medio dell'uomo.

Un'indagine recente effettuata grazie all'ausilio di un tomografo ha consentito di osservare la presenza di un omero, di un ulna e di un radio, contenuti all'interno delle pinne. Inoltre sono state rintracciati elementi precursori delle dita. Sulla rivista Nature, l'équipe dell'Università di Uppsala, lancia l'ipotesi che l'introduzione delle dita possa essere anticipata di almeno cinque milioni di anni, quindi in una fase acquatica dei nostri progenitori.

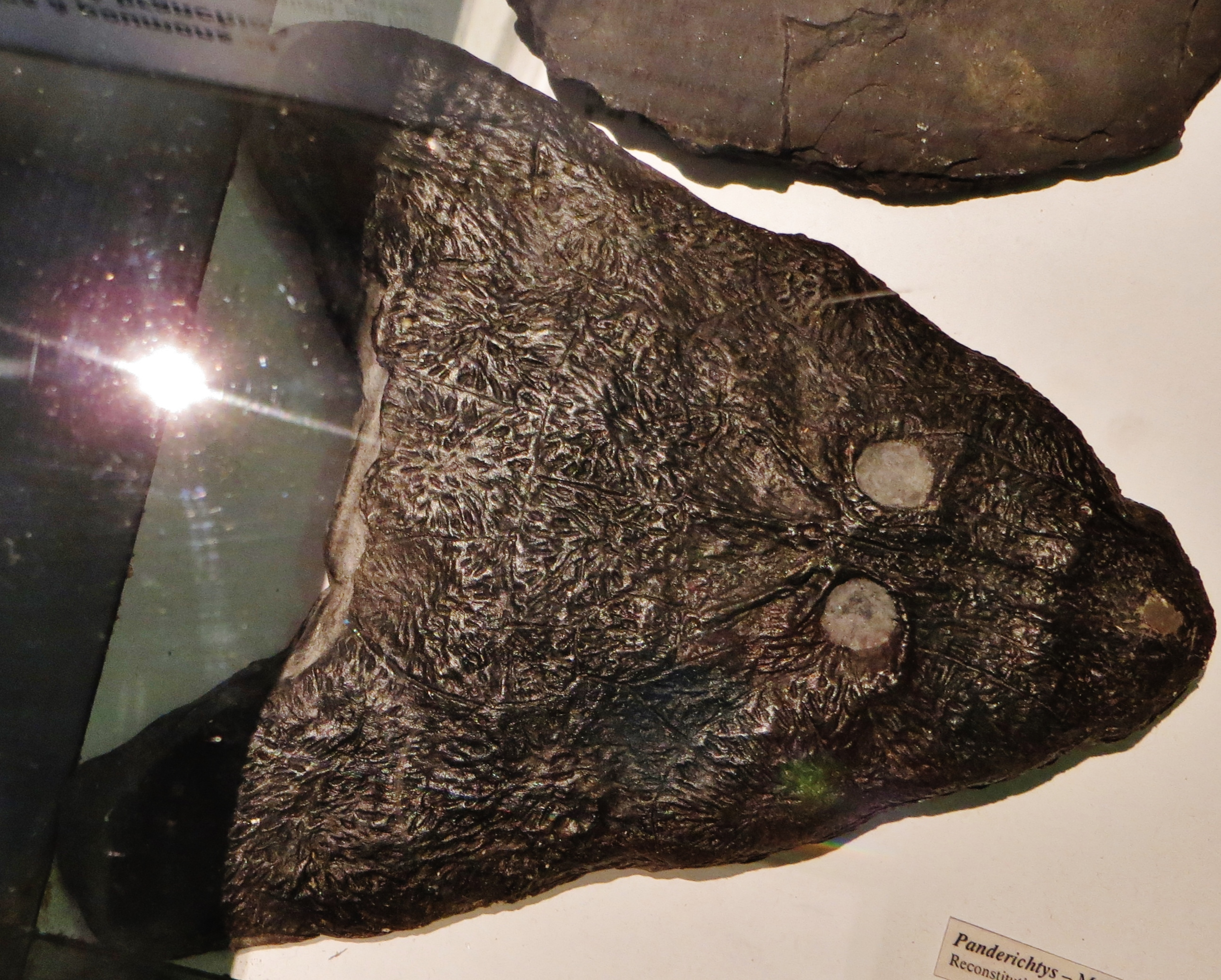
Cranio di Panderichthys rhombolepis